# Magi-Nation
Magi-Nation è una serie animata canadese di 52 episodi, prodotta da CBC, Cookie Jar Entertainment e Daewon Media. 

## Trama
Tremila anni fa sulla Luna la malvagia ombra/demone Agram fu sconfitta ed imprigionata al centro del pianeta stesso. Dopo un lungo periodo di prigionia, il demone ha però trovato il modo di liberarsi, tramite dei geysers, e adesso trama di riprendere nuovamente possesso del pianeta, per poi conquistare anche quello vicino: la Terra. Tutto ciò può essere impedito solo da un eroe chiamato Final Dreamer, che è a sua insaputa un ragazzino terrestre di nome Tony Jones. Giunto sul pianeta farà la conoscenza di Edyn e Strag, personaggi che lo aiuteranno - tramite un magico libro - a trovare ciò che gli servirà per sconfiggere Agram.

## Personaggi
I personaggi principali della serie sono:
- Antony Jones, chiamato da tutti Tony, un ragazzo della Terra che può giungere sulla Luna grazie ad uno speciale campanello lasciatogli dal nonno, Spencer Jones.
- Edyn, una ragazza della foresta di Naroom che vive con il guardiano di quest'ultima, Orwin.
- Agram, l'antagonista della serie.

## Doppiaggio
| Personaggio | Doppiatore americano | Doppiatore italiano   |
| ----------- | -------------------- | --------------------- |
| Tony Jones  | Lyon Smith           | Emiliano Coltorti     |
| Edyn        | Martha MacIsaac      | Domitilla D'Amico     |
| Strag       | Dan Petronijevic     | Massimiliano Manfredi |
| Ashio       | Rick Miller          | Massimo Lodolo        |
| Danaan      | sconosciuto          | Claudio Capone        |
| Evu         | sconosciuto          | Paila Pavese          |

## Episodi
La serie animata ha 52 episodi, suddivisi in due stagioni da 26 episodi l'una.
| Stagione         | N° | Titolo originale            | Prima TV Canada                 |
| ---------------- | -- | --------------------------- | ------------------------------- |
| Prima stagione   | 1  | Final Dreamer               | 22 settembre 2007               |
| Prima stagione   | 2  | Return to Vash Naroom       | 29 settembre 2007               |
| Prima stagione   | 3  | Kybar's Teeth               | 6 ottobre 2007                  |
| Prima stagione   | 4  | Fire and Ice                | 13 ottobre 2007                 |
| Prima stagione   | 5  | Blight                      | 20 ottobre 2007                 |
| Prima stagione   | 6  | Enemy in the Sands          | 27 ottobre 2007                 |
| Prima stagione   | 7  | First Geyser                | 3 novembre 2007                 |
| Prima stagione   | 8  | Arena Night                 | 10 novembre 2007                |
| Prima stagione   | 9  | The Shadow You Know         | 17 novembre 2007                |
| Prima stagione   | 10 | Cloud Cover                 | 24 novembre 2007                |
| Prima stagione   | 11 | The Depths of Courage       | 1 dicembre 2007                 |
| Prima stagione   | 12 | Fiery Betrayal              | 8 dicembre 2007                 |
| Prima stagione   | 13 | The Eyes of Agram           | 15 dicembre 2007                |
| Prima stagione   | 14 | The Precious Haz-Mai        | 5 gennaio 2008                  |
| Prima stagione   | 15 | The Forum of the Elders     | 12 gennaio 2008                 |
| Prima stagione   | 16 | Magi Undercover             | 26 gennaio 2008                 |
| Prima stagione   | 17 | Frozen Fortress             | 2 febbraio 2008                 |
| Prima stagione   | 18 | The Secret Chamber          | 9 febbraio 2008                 |
| Prima stagione   | 19 | Beware the Realm Raiders    | 16 febbraio 2008                |
| Prima stagione   | 20 | Earth to Tony               | 23 febbraio 2008                |
| Prima stagione   | 21 | The Preserver               | 8 marzo 2008                    |
| Prima stagione   | 22 | Brave New Realm             | 15 marzo 2008                   |
| Prima stagione   | 23 | Voyage to the Dream Plane   | 22 marzo 2008                   |
| Prima stagione   | 24 | The Ultimate Dream Creature | 29 marzo 2008                   |
| Prima stagione   | 25 | Fate of the Moonlands       | 5 aprile 2008                   |
| Prima stagione   | 26 | Day of Destiny              | 12 aprile 2008                  |
| Seconda stagione | 27 | The Final Hyren             | 27 ottobre 2010                 |
| Seconda stagione | 28 | Flames of Glory             | 28 ottobre 2010                 |
| Seconda stagione | 29 | To See Through Sand         | 29 ottobre 2010                 |
| Seconda stagione | 30 | Eye of the Storm            | 1 novembre 2010                 |
| Seconda stagione | 31 | Inside the Dark Heart       | 2 novembre 2010                 |
| Seconda stagione | 32 | Hunt for the Hunter         | 3 novembre 2010                 |
| Seconda stagione | 33 | Peak Performance            | 4 novembre 2010                 |
| Seconda stagione | 34 | The Abysmal Truth           | 5 novembre 2010                 |
| Seconda stagione | 35 | Night Crawlers              | 8 novembre 2010                 |
| Seconda stagione | 36 | Gorath's Shadow             | 9 novembre 2010                 |
| Seconda stagione | 37 | Welcome Home Strag, Part 1  | 10 novembre 2010                |
| Seconda stagione | 38 | Welcome Home Strag, Part 2  | 11 novembre 2010                |
| Seconda stagione | 39 | Bad to the Core             | 12 novembre 2010                |
| Seconda stagione | 40 | Tangle in the Jungle        | 15 novembre 2010                |
| Seconda stagione | 41 | Showdown in Vash Naroom     | Cancellato dalla programmazione |
| Seconda stagione | 42 | Medieval Magi               | Cancellato dalla programmazione |
| Seconda stagione | 43 | Tomb of the Relic Forger    | Cancellato dalla programmazione |
| Seconda stagione | 44 | Hyren of a Thousand Faces   | Cancellato dalla programmazione |
| Seconda stagione | 45 | Curse of the Realm Raiders  | Cancellato dalla programmazione |
| Seconda stagione | 46 | Grudge Match                | Cancellato dalla programmazione |
| Seconda stagione | 47 | Fear the Gear               | Cancellato dalla programmazione |
| Seconda stagione | 48 | Lights, Camera, Magi        | Cancellato dalla programmazione |
| Seconda stagione | 49 | Realms Honor                | Cancellato dalla programmazione |
| Seconda stagione | 50 | Sons of the Underneath      | Cancellato dalla programmazione |
| Seconda stagione | 51 | Allegiance Lost             | Cancellato dalla programmazione |
| Seconda stagione | 52 | Dreamer's Last Stand        | Cancellato dalla programmazione |

## Distribuzione

### Televisione
In Canada la serie, trasmessa da CBC Television, non ha avuto molto successo: la Seconda stagione è stata infatti cancellata dal palinsesto solo dopo 13 puntate, a causa dei bassi ascolti.
In Italia, la prima stagione è stata trasmessa da RaiSat Smash dal 24 maggio 2008. La seconda stagione invece è inedita.

### Home video
Il 16 giugno 2009 sono stati pubblicati in Canada 2 DVD: Magi-Nation: The Moonlands (contenente gli episodi 1, 4, 5, 6) e Magi-Nation: Fight the Shadows (episodi 7, 10, 12, 13)
Nel Regno Unito gli episodi sono stati distribuiti in DVD da Platform Entertainment Ltd.
In Germania è stata uscita solamente la prima stagione in 5 DVD, che contengono sia la voce tedesca che quella inglese.
In Italia non è stata pubblicata alcuna edizione home video.

### Videogioco
È stato pubblicato anche un videogioco basato sulla serie, inedito in Italia, Magi-Nation: Battle for the Moonlands.